# Francis Ponge
Francis Ponge (* 27. März 1899 in Montpellier; † 6. August 1988 in Le Bar-sur-Loup (Département Alpes-Maritimes)) war ein französischer Schriftsteller.

## Leben
Der Sohn einer wohlhabenden protestantischen Familie wuchs in Avignon auf. Bereits auf dem Gymnasium trat er mit glänzenden Essays hervor. Ein erstes Sonett publizierte er mit siebzehn Jahren unter einem Pseudonym. Zweimal scheiterte er an seinen Nerven bei der mündlichen Aufnahmeprüfung der École normale supérieure. Stattdessen studierte er Jura in Paris und Strasbourg. Während des Ersten Weltkriegs arbeitete er in Frankreich als Verleger und Journalist, hatte Verbindungen zu den Surrealisten. Im letzten Kriegsjahr des Ersten Weltkriegs wurde er 1918 für wenige Monate zum Kriegsdienst eingezogen. 
Ponge sympathisierte mit der russischen Revolution, trat 1919 der Sozialistischen Partei und 1937 der Kommunistischen Partei Frankreichs bei, aus der er 1947 wieder austrat. Während des Zweiten Weltkriegs war er in der Résistance aktiv. Durch den Einfluss Jean-Paul Sartres wurde Ponge 1944 einem größeren Publikum bekannt. Nach einem kurzen Aufenthalt in Algerien kehrte er nach Frankreich zurück, wo er von 1952 bis 1965 als Professor an der Alliance française tätig war. 1974 erhielt er den Neustadt International Preis für Literatur. Seit 1980 war er Ehrenmitglied der American Academy of Arts and Letters.
Francis Ponge starb 1988 als hochangesehener, vielfach preisgekrönter Dichter im Alter von 89 Jahren.

## Ponges Poetik
Ponge rückt in seinen Texten die Dinge ins Zentrum. Es kann sich dabei um einen Kieselstein oder eine Magnolie, um eine Auster oder eine Kerze, einen Korb oder eine Seife handeln. Es gibt nichts, was nicht dazugehören könnte. Bei der Beschreibung (oder besser gesagt Evokation) dieser Dinge benutzt er eine Sprache, in der sich wissenschaftliche Präzision mit Dichtung und Lautmalerei vermengt. Nüchternheit und Poesie spielen dabei ineinander. Ponge will die Dinge nicht preisen und besingen, sondern sprachlich zum Leben erwecken. Dass die Dinge immer schon Namen besitzen, die wir als Kinder erlernen, ist in seinen Augen nicht nur schön und nützlich, sondern auch ein Fluch. Denn wir können sie dadurch nicht mehr unvoreingenommen sehen. Ein Maler dagegen kann sie einfach zeigen und dadurch unsere Sinne für deren Eigenarten schärfen. Je genauer wir hinschauen, desto mehr Besonderheiten entdecken wir an ihnen. So kann das Meer, wenn man es vom Ufer aus betrachtet, reichlich einförmig aussehen, sich jedoch bei genauerem Hinsehen in ein „Ding“ voller verschiedener Formen und Farben verwandeln. Weshalb Francis Ponge in Das Notizbuch vom Kiefernwald (Le Carnet du bois de pins) erklärt: „Meine Arbeit sei die einer ständigen Berichtigung meines Ausdrucks ... zugunsten des rohen Objekts.“
Auf der einen Seite interessiert Ponge das Ding als solches, so wie es ist, auf der anderen Seite interessiert ihn der Bezug, den wir zu ihm besitzen. So sagt er beispielsweise von der Seife: „Wenn ich mir die Hände damit einreibe, schäumt die Seife, jubelt sie.“ Auf diese Weise beginnen die Dinge zu leben. Doch sie besitzen auch ein Eigenleben. Was sich schon daran zeigt, dass Kinder bestimmte Dinge nicht nur als Gegenstände, sondern als Wesen wahrnehmen, die ein Eigenleben führen, indem sie – wie etwa im Fall einer knarrenden Tür – Geräusche von sich geben oder – wie es beim Wasser der Fall sein kann – Blasen bilden. 
So wie Ponge die einzelnen Dinge in den Blick rückt und sich nicht über das Große und Ganze auslässt, so beschränkt er sich auch auf kleine literarische Formen. In seiner 1965 erschienenen Schrift Pour un Malherbe erklärt er: „Schon seit meiner Kindheit kommt es mir so vor, als müssten sich die allein gültigen Texte in einen Stein eingravieren lassen.“

## Trivia
Jan Wagner stellte seinem Gedichtband Steine & Erden (2023) ein Zitat von Francis Ponge als Widmung voran.

## Werke (Auswahl)
- L'opinion changée quant aux fleurs. Dossier im Faksimile: Änderung der Ansicht über Blumen. Engeler, Basel 2005, ISBN 3-905591-92-8.
- Malherbarium. Ritter, Klagenfurt 2004, ISBN 3-85415-337-6.
- Schreibpraktiken oder die stetige Unfertigkeit. Hanser, München 1999, ISBN 3-446-14849-3.
- Das Notizbuch vom Kiefernwald und La Mounine. Deutsch von Peter Handke. Suhrkamp, Frankfurt am Main 1995, ISBN 3-518-01774-8.
- Die Seife. Suhrkamp, Frankfurt am Main 1993, ISBN 3-518-22134-5.
- Gnoske des Vorfrühlings. Erker, St. Gallen 1990, ISBN 3-905-54601-9.
- Texte zur Kunst. Frankfurt am Main, Suhrkamp 1990, ISBN 3-518-22030-6.
- Einführung in den Kieselstein und andere Texte. S. Fischer, Frankfurt am Main 1986, ISBN 3-10-062403-3.
- Die Kunst der Feige. Verlag Bettina Wassmann, Bremen 1984, ISBN 3-9800243-6-9.
- Der Tisch, ein Textauszug. Aus dem Französischen und mit einem Nachwort von Walter Seitter, Ritter Verlag, Klagenfurt/Graz/Wien 2011, ISBN 978-3-85415-474-7.
- Le soleil / Die Sonne. Herausgegeben, aus dem Französischen übersetzt und mit einem Kommentar versehen von Thomas Schestag, Matthes & Seitz, Berlin 2020, ISBN 978-3-95757-775-7.

## Einzelbelege
1. 1 2 3  „Die Stimme der Steine“ Heute vor 25 Jahren starb der französische Schriftsteller Francis Ponge, Maike Albath im Deutschlandradio Kultur vom 6. August 2013, abgerufen am 7. August 2013.
2. ↑  Honorary Members: Francis Ponge. American Academy of Arts and Letters, abgerufen am 19. März 2019.
3. ↑  Jan Wagner: Steine & Erden. Gedichte. Berlin 2023. S. 5.

| Personendaten    | Personendaten                |
| ---------------- | ---------------------------- |
| NAME             | Ponge, Francis               |
| KURZBESCHREIBUNG | französischer Schriftsteller |
| GEBURTSDATUM     | 27. März 1899                |
| GEBURTSORT       | Montpellier, Frankreich      |
| STERBEDATUM      | 6. August 1988               |
| STERBEORT        | Le Bar-sur-Loup              |